# Suberitidae
Suberitidae é uma família de esponjas marinhas da ordem Hadromerida. 

## Gêneros
- Aaptos Gray, 1867
- Caulospongia Kent, 1871
- Homaxinella Topsent, 1916
- Plicatellopsis Burton, 1932
- Prosuberites Topsent, 1893
- Protosuberites Swartchewsky, 1905
- Pseudospongosorites McCormack e Kelly, 2002
- Pseudosuberites Topsent, 1896
- Rhizaxinella Keller, 1880
- Suberites Nardo, 1833
- Terpios Duchassaing e Michelotti, 1864